# Gødvad
Gødvad er en landsby i Gødvad Sogn og samtidig en forstad i den nordøstlige udkant af Silkeborg.
Der er mange kulturelle og sportslige aktiviteter i området. Af foreninger i området kan bl.a. berettes om Gødvad Gymnastik og Idrætsforening, GGIF. Gødvad er i praksis en del af Silkeborgs byområde.
Gødvad blev den 6 September, 1882 ramt af en F4 tornado,  der blandt andet rev jorden op i dybe furer på en mark.

## Kendte bysbørn
- Journalisten og folketingspolitikeren Peter Sabroe
- Højskolemanden og eventyreren Axel Bojsen-Møller